# Raffaele Fitto
Raffaele Fitto (Maglie, 28 agosto 1969) è un politico italiano, dal 1º dicembre 2024 vicepresidente esecutivo della Commissione europea e commissario europeo per la politica regionale e di coesione, lo sviluppo regionale, le città e le riforme nella Commissione von der Leyen II.
Dal 22 ottobre 2022 al 30 novembre 2024 è stato ministro per gli affari europei, le politiche di coesione e il PNRR nel governo Meloni; dal 10 novembre 2022 ha avuto anche delega al Sud.
È stato europarlamentare dal 20 luglio 1999 al 20 giugno 2000 e dal 1º luglio 2014 al 12 ottobre 2022, presidente della Regione Puglia dal 19 maggio 2000 al 27 aprile 2005 e ministro per le regioni e la coesione territoriale dall'8 maggio 2008 al 16 novembre 2011 nel governo Berlusconi IV.

## Biografia
Nato a Maglie (Lecce), secondo dei tre figli di Rita Leda Dragonetti e del politico democristiano Salvatore Fitto, sindaco del comune natale e anch'egli presidente della Regione Puglia dal 1985 alla sua morte prematura nel 1988. Dopo aver conseguito la maturità scientifica al liceo statale Leonardo da Vinci di Maglie, si laurea in giurisprudenza con la votazione di 108/110 all'Università degli Studi di Bari "Aldo Moro" nel 1994, discutendo una tesi in diritto costituzionale dal titolo "L’iniziativa nella formazione delle leggi ordinarie".
È sposato dal 2005 con Adriana Panzera e ha tre figli: Salvatore, Gabriele e Anna.

## Attività politica

### Gli inizi nella DC
Subito dopo l'improvvisa scomparsa del padre Salvatore, deceduto in un incidente stradale nell'agosto 1988 mentre era presidente della Regione Puglia, inizia la militanza politica nella Democrazia Cristiana (DC), dove all'età di vent'anni, viene eletto in consiglio regionale della Puglia nel maggio 1990, raccogliendo 75.366 preferenze personali che lo fecero diventare il consigliere regionale più suffragato d’Italia (ben 6.000 raccolte a Maglie).
Alle elezioni comunali in Puglia del 1993 si candida al consiglio comunale di Maglie, nelle liste della DC a sostegno del sindaco uscente Francesco Chirilli, risultando eletto consigliere comunale con 746 preferenze.

### Diaspora democristiana
Nel 1994, con lo scioglimento della DC, aderisce alla rinascita del Partito Popolare Italiano (PPI) di Mino Martinazzoli, del quale divenne segretario regionale, e l'anno successivo segue Rocco Buttiglione, segretario del PPI, e l'ala del partito favorevole all'alleanza con Forza Italia di Silvio Berlusconi e Alleanza Nazionale (AN) di Gianfranco Fini nella nascita dei Cristiani Democratici Uniti (CDU), con cui si ricandida alle elezioni comunali e regionali pugliesi di quell'anno e venendo confermato in entrambi i ruoli; successivamente viene nominato vicepresidente della Regione Puglia e assessore al turismo nella giunta regionale di centro-destra guidata dal presidente Salvatore Distaso.
Fitto, nonostante fosse un membro del CDU, mantenne buoni rapporti anche col Centro Cristiano Democratico di Pier Ferdinando Casini (partito derivante dalla DC che non aveva aderito al PPI), a cui aveva dato il suo appoggio alle elezioni politiche del 1996 nel collegio elettorale di Maglie.
Nel 1998, in polemica col tentativo del CDU di avviare il progetto neo-centrista del Presidente emerito della Repubblica Francesco Cossiga (Unione Democratica per la Repubblica), lascia il partito e fonda, insieme ad altri esponenti guidati da Roberto Formigoni, i Cristiani Democratici per la Libertà (CDL) con lo scopo di proseguire l'alleanza con la coalizione di centro-destra del Polo per le Libertà.
Alle elezioni europee del 1999 si candida al Parlamento europeo, tra le liste di Forza Italia nella circoscrizione Italia meridionale, risultando eletto europarlamentare come il secondo degli eletti dopo Berlusconi con 128.637 preferenze, rimanendo in carica sino alle dimissioni del giugno 2000.

### Presidente della Regione Puglia
Alle elezioni regionali del 2000 si candida alla presidenza della Regione Puglia, sostenuto dalla coalizione di centro-destra Casa delle Libertà formata da Forza Italia, AN, CCD, CDU, Partito Democratico Cristiano, I Liberal Sgarbi, Partito Socialista - Socialdemocrazia, Movimento Sociale Fiamma Tricolore e Il Trifoglio (Unione per la Repubblica-Partito Repubblicano Italiano). Alla tornata elettorale Fitto vince con il 53,97% dei voti, superando il candidato del centro-sinistra Giannicola Sinisi (43,45%), e diventando a soli 30 anni il più giovane presidente di Regione della storia repubblicana. Nel marzo dell'anno successivo i CDL confluiscono organicamente in Forza Italia. Alle comunali pugliesi del 2000 venne rieletto, all'interno delle liste di Forza Italia, consigliere comunale di Maglie.
Alle regionali pugliesi del 2005 si ricandida per un secondo mandato, sostenuto sempre dalla Casa delle Libertà formata da Forza Italia, AN, La Puglia Prima di Tutto, Unione di Centro, Nuovo PSI-Partito Repubblicano Italiano e Movimento Idea Sociale, ma viene sconfitto per una manciata di voti (14.131) dal candidato di centro-sinistra, il deputato di Rifondazione Comunista Nichi Vendola, raccogliendo il 49,24% contro il 49,84% di Vendola. Viene comunque eletto consigliere regionale, in quanto candidato presidente secondo classificato, e guidando l'opposizione di centro-destra in consiglio regionale fino al 6 giugno 2006, quando si dimette da consigliere optando per il seggio da deputato. È stato anche coordinatore regionale di Forza Italia in Puglia dal 2005 fino alla confluenza del partito nel Popolo delle Libertà (PdL) nel 2009.

### Elezione a deputato
Alle elezioni politiche del 2006 si candida alla Camera dei deputati, tra le liste di Forza Italia nella circoscrizione Puglia in terza posizione, risultando eletto deputato. Nella XV legislatura della Repubblica è stato membro della Commissione parlamentare per le questioni regionali, di cui ha ricoperto l'incarico di capogruppo per Forza Italia, e della 1ª Commissione Affari costituzionali, della Presidenza del consiglio e interni. Nello stesso anno viene nominato da Slivio Berlusconi Responsabile per l'Italia meridionale di Forza Italia, mentre a dicembre 2007 viene nominato Responsabile per i rapporti con altri partiti e movimenti per il PdL.
Nel 2008, a seguito delle dichiarazioni di Berlusconi su Vittorio Mangano, condannato per associazione mafiosa, definendolo "eroe", Fitto si è detto concorde col pensiero di Berlusconi.

### Ministro per le regioni e la coesione territoriale

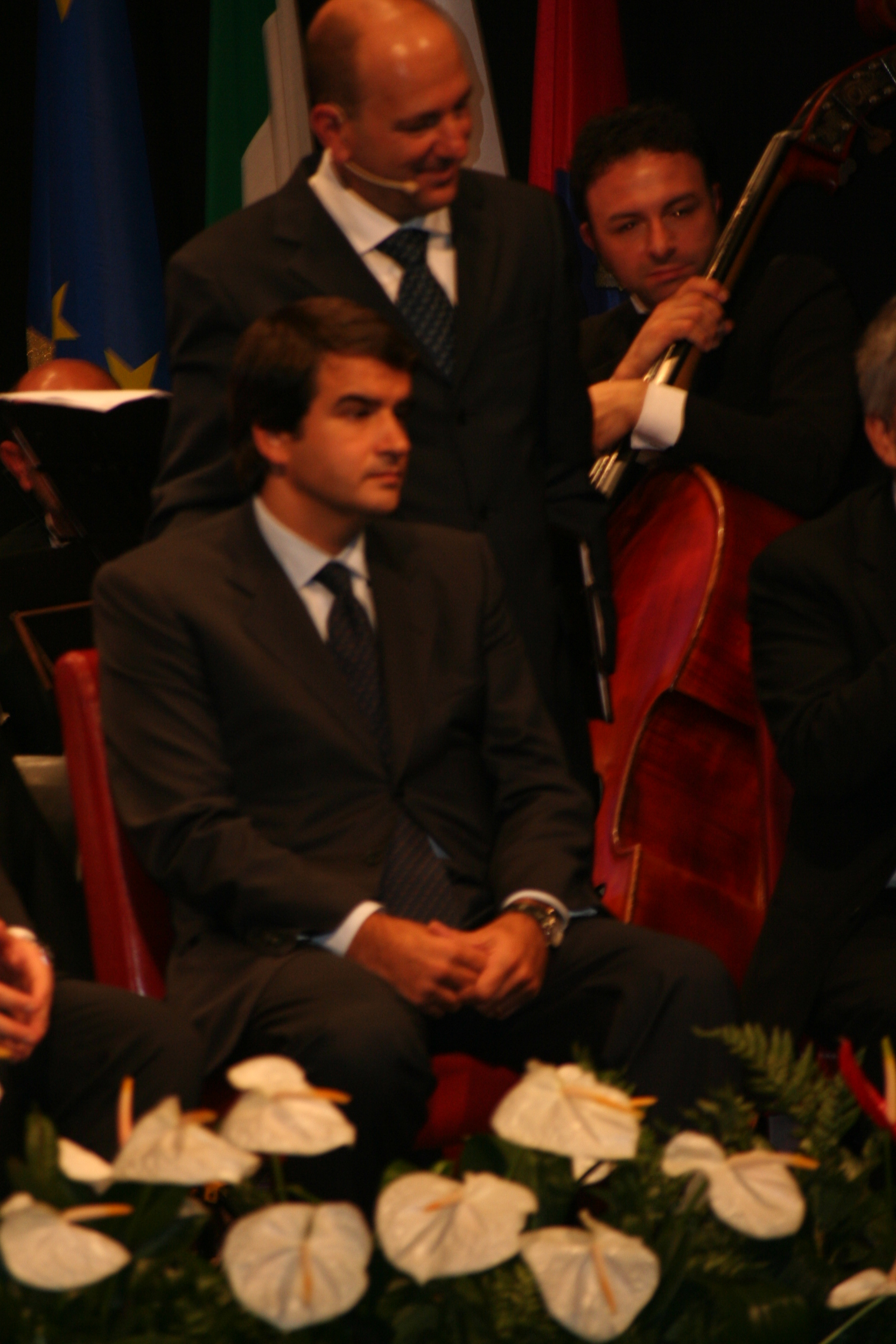
Fitto all'inaugurazione del teatro di Canosa di Puglia il 5 novembre 2011.

Alle elezioni politiche del 2008 viene ricandidato alla Camera, tra le liste del PdL nella medesima circoscrizione e posizione, venendo rieletto a Montecitorio. Con la vittoria di Berlusconi e del centro-destra alle politiche del 2008, l'8 maggio diventa Ministro per i rapporti con le regioni nel quarto governo Berlusconi, prestando giuramento nelle mani del Presidente della Repubblica Giorgio Napolitano.
All'indomani delle elezioni regionali del 2010, considerato l'esito negativo per il centro-destra in Puglia, rassegna le dimissioni da ministro, assumendosi la piena responsabilità della sconfitta elettorale, ma il Consiglio dei ministri le respinge. A giugno 2010 alle funzioni di ministro per gli affari regionali si aggiunge quello per la coesione territoriale con alle dipendenze il Dipartimento per lo sviluppo e la coesione economica, precedentemente del Ministero dello sviluppo economico.

### Rielezione alla Camera e al Parlamento europeo
Alle elezioni politiche del 2013 si ricandida alla Camera, come capolista del PdL nella circoscrizione Puglia, venendo eletto per la terza volta deputato. Nella XVII legislatura della Repubblica è stato componente della 10ª Commissione Attività produttive, commercio e turismo (2013) e della 12ª Commissione Affari sociali (2013-2014).
Il 16 novembre 2013, con la sospensione delle attività del Popolo della Libertà, aderisce alla rinascita di Forza Italia, diventando il successivo 24 marzo 2014 membro del Comitato di Presidenza del partito e con cui, in vista delle elezioni europee di quell'anno, viene ricandidato al Parlamento europeo, come capolista nella circoscrizione Italia meridionale, venendo rieletto a Strasburgo come il primo degli eletti con 284.547 preferenze e risultando il secondo più votato in un'unica circoscrizione italiana, dopo Simona Bonafè del Partito Democratico (PD), dimettendosi da deputato e gli subentra Nicola Ciracì.

### Rottura con Berlusconi e nuovo percorso

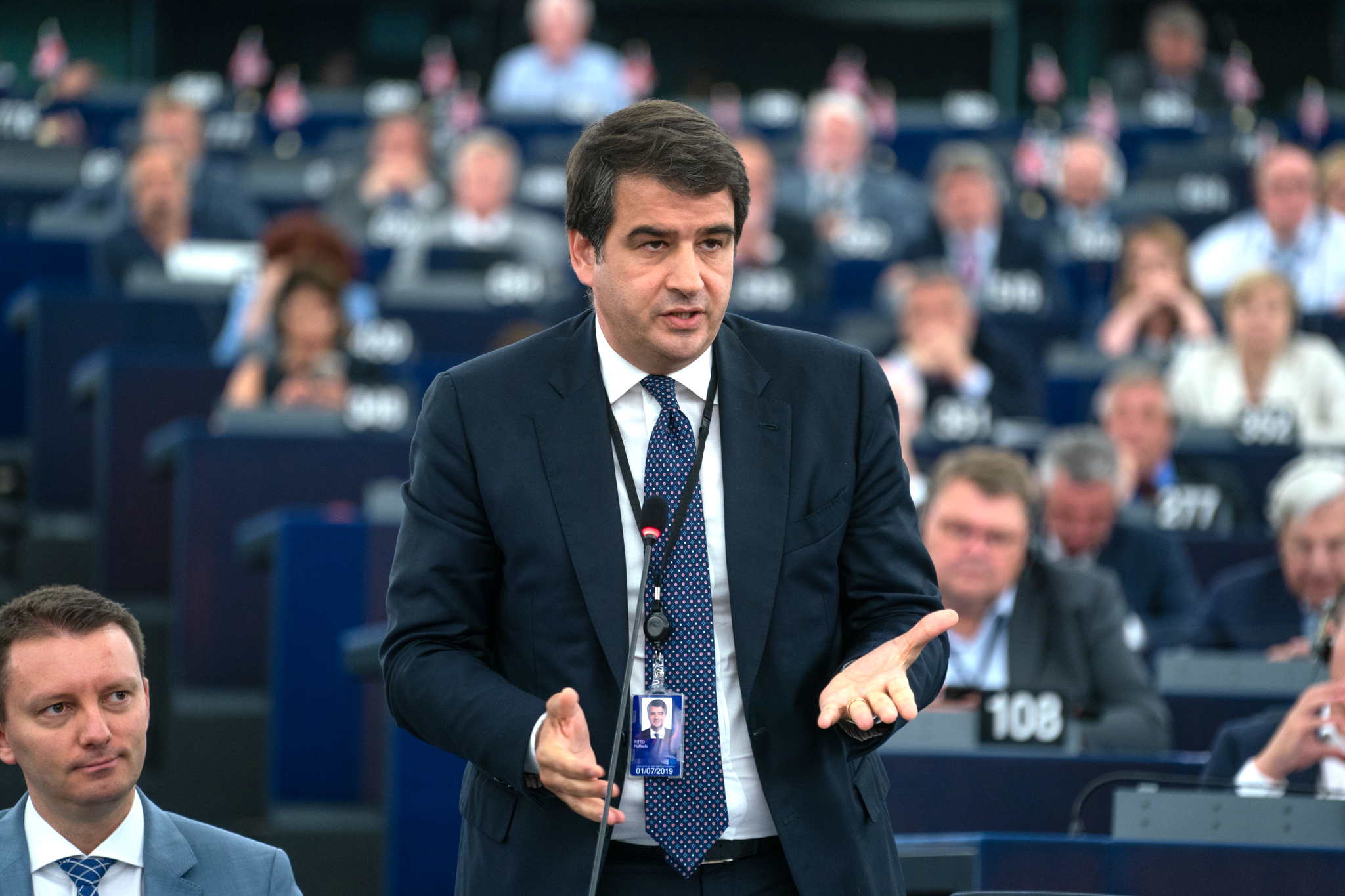
Discorso di benvenuto di Fitto a nome del gruppo dei Conservatori e dei Riformisti Europei il 3 luglio 2019.

Fitto, da tempo in forte dissenso con Berlusconi, perché non ne condivide scelte politiche importanti quali il patto del Nazareno, e con i vertici del partito che formano il cosiddetto "cerchio magico", fonda una corrente in Forza Italia col nome di Ricostruttori, costituita da qualche decina di parlamentari, molti dei quali pugliesi e vicini a lui. Fitto, infatti, è convinto che l'accordo col PD, che va appunto sotto il nome di patto del Nazareno, sarebbe un colpo mortale per Forza Italia perché gli elettori non capirebbero.
Ad aprile 2015, in vista delle elezioni regionali in Puglia di quell'anno, si consuma la rottura con la dirigenza di Forza Italia, dato che Fitto sostiene, con il suo nuovo movimento Oltre con Fitto, come candidato alla presidenza Francesco Schittulli, mentre Forza Italia candida alla presidenza Adriana Poli Bortone di Fratelli d'Italia (a sua volta non sostenuta dal partito che preferisce Schittulli). Il 17 maggio Fitto annuncia infine la propria uscita da Forza Italia, la costituzione dei gruppi parlamentari Conservatori e Riformisti (poi costituito solo al Senato) e l'adesione, in sede europea, al Gruppo dei Conservatori e dei Riformisti Europei (formazione di cui fanno parte i conservatori britannici), di cui è nominato vicepresidente.
Il 3 giugno seguente nasce il nuovo gruppo al Senato, composto da 11 senatori di Forza Italia più Salvatore Di Maggio di Popolari per l'Italia.
Il 28 gennaio 2017 il partito si federa con altre organizzazioni locali assumendo la nuova denominazione Direzione Italia, che alla Camera è nel gruppo misto, mentre al Senato è in GAL. Il 17 giugno si riunisce a Roma il primo congresso del partito, che elegge Fitto presidente all'unanimità. Il partito si presenta subito alle elezioni amministrative di quell'anno come alleato degli altri partiti di centro-destra, riscuotendo un buon risultato a Lecce (17%) e partecipando alla vittoria di Marco Bucci a Genova.
Il 19 dicembre dello stesso anno, insieme a Maurizio Lupi ed Enrico Costa (ex Alternativa Popolare), Saverio Romano (Cantiere Popolare), Enrico Zanetti (Scelta Civica) e Flavio Tosi (Fare!), Fitto dà vita a Noi con l'Italia e ne diventa il presidente. In vista delle elezioni politiche del 2018, grazie a un patto con l'Unione di Centro di Lorenzo Cesa, costituisce la cosiddetta "quarta gamba" della coalizione di centro-destra, che raccoglierà l'1,19% al Senato e l'1,30% alla Camera e tra i fittiani viene eletto solo Renzo Tondo all'uninominale.

### Confluenza in Fratelli d'Italia
Dopo il fallimento della lista centrista, il 6 dicembre 2018 Fitto decide di federare Direzione Italia con Fratelli d'Italia di Giorgia Meloni in vista delle elezioni europee del 2019, con l'obiettivo di dare vita a un nuovo partito conservatore e sovranista. Alle elezioni si piazza dietro alla Meloni nella circoscrizione Italia meridionale con 87.774 voti, di cui 55.528 raccolti nella sola Puglia. Il 19 giugno 2019 viene scelto come co-presidente del gruppo dei Conservatori e dei Riformisti Europei. Il 29 ottobre Direzione Italia confluisce in Fratelli d'Italia, partito nel quale Fitto entra a far parte.
Nel 2020 contribuisce insieme a Carlo Fidanza, all'elezione di Giorgia Meloni alla presidenza del Partito dei Conservatori e dei Riformisti Europei.

### Nuova candidatura alle regionali in Puglia
Il 22 giugno 2020, in vista delle elezioni regionali di quell'anno, Lega, Fratelli d'Italia e Forza Italia annunciano la decisione di candidare nuovamente Fitto alla presidenza della Regione Puglia, in contrapposizione al presidente uscente di centro-sinistra Michele Emiliano. Successivamente viene appoggiato anche dalle liste Unione di Centro-Nuovo PSI (che include Lega d'Azione Meridionale) e la sua civica La Puglia Domani (che include Sud in Testa), presentata il 21 luglio a Bari. Alla tornata elettorale Fitto raccoglie il 38,93% dei voti e viene sconfitto da Emiliano che ottiene il 46,78%.

### Ministro per gli affari europei, Sud, politiche di coesione e PNRR

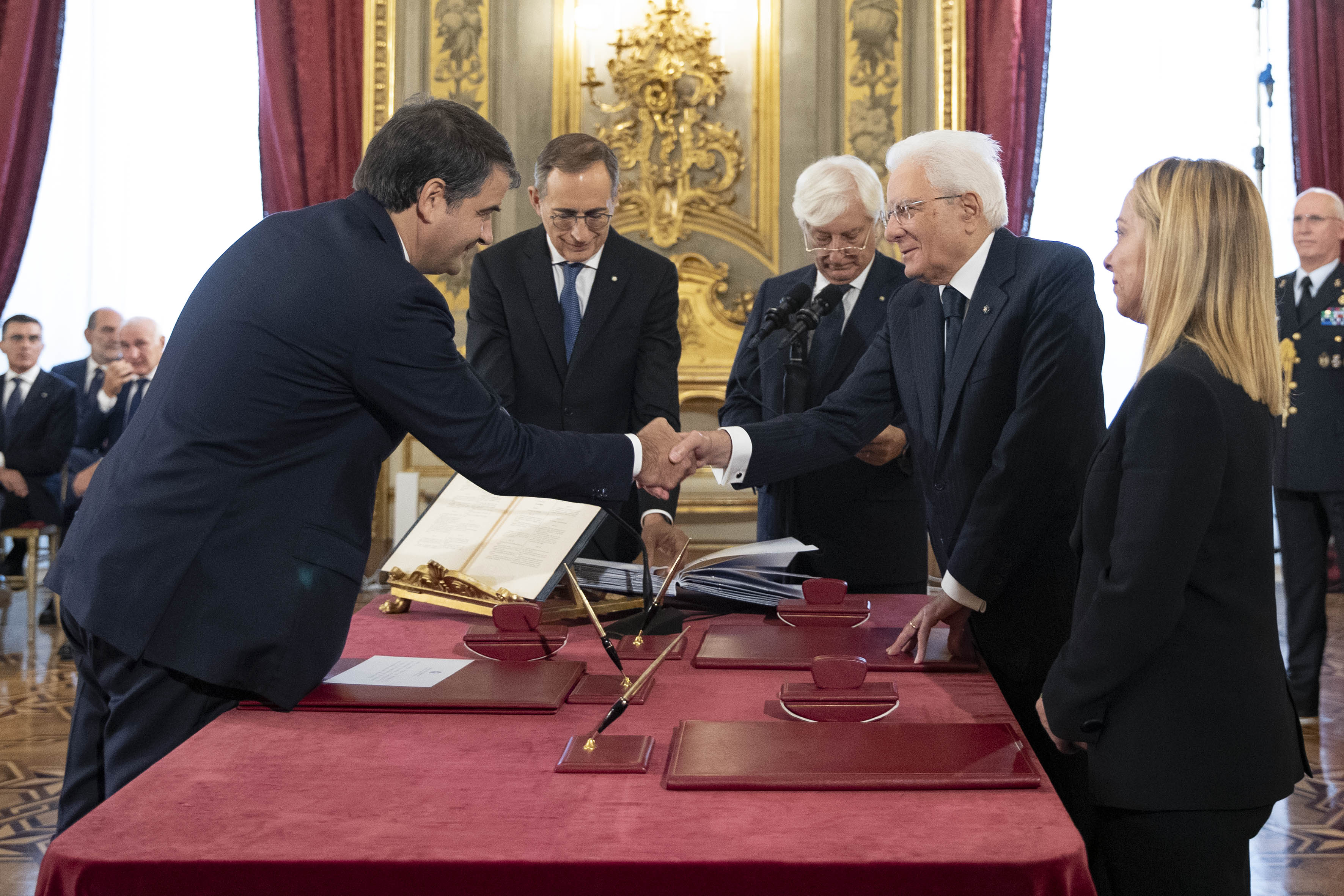
Fitto giura come Ministro al Quirinale nelle mani del Presidente della Repubblica Sergio Mattarella.

Alle elezioni politiche anticipate del 2022 viene ricandidato alla Camera, come capolista di Fratelli d'Italia nel collegio plurinominale Puglia - 04, venendo eletto per la quarta volta deputato, rassegnando le dimissioni da europarlamentare il 12 ottobre 2022. Nel corso della XIX legislatura ha fatto parte della 14ª Commissione Politiche dell'Unione europea, venendo sostituito per l'incarico di governo che occupava da Salvatore Caiata.
Dopo la vittoria della coalizione di centro-destra alle elezioni, visti i positivi risultati elettorali di Fratelli d'Italia e il successivo incarico di formare un governo affidato a Giorgia Meloni, il 21 ottobre 2022 Fitto è stato indicato quale ministro per gli affari europei, le politiche di coesione e il PNRR. Il giorno successivo ha giurato nelle mani del Presidente della Repubblica Sergio Mattarella come Ministro nel governo Meloni. Il 10 novembre successivo, in seguito al Consiglio dei ministri dove si riordinano diverse competenze, ottiene la delega per il Sud.
Il 30 novembre 2024 rassegna le dimissioni da ministro, per la contestuale entrata in carica nella commissione europea.

### Commissario europeo per la coesione e le riforme
Il 30 agosto 2024 viene indicato dal Consiglio dei ministri come commissario europeo per l'Italia, apprestandosi a lasciare il proprio seggio alla Camera e l'incarico di ministro.
Il 17 settembre 2024 Ursula von der Leyen, nell'ambito della presentazione dei commissari europei e dei portafogli nella Commissione von der Leyen II, affida a Fitto l'incarico di vicepresidente esecutivo della Commissione europea e commissario europeo per la politica regionale e di coesione, lo sviluppo regionale, le città e le riforme. Entra in carica il 1º dicembre 2024, con l'intera commissione, e il giorno successivo si dimette da deputato.

## Procedimenti giudiziari

### InchiestaLa Fioritaper tangenti nella sanità
Nel 2006 Fitto viene indagato dalla Procura di Bari a seguito del finanziamento di 500.000 euro da parte della Tosinvest, società di Antonio Angelucci, alla lista La Puglia prima di tutto creata dallo stesso Fitto in occasione delle elezioni regionali del 2005. Secondo la Procura, tale somma sarebbe stata una tangente pagata per ottenere dalla Regione Puglia la gestione di undici residenze sanitarie assistite nell'ambito di un appalto da 198 milioni di euro.
Il 20 giugno 2006 la Procura di Bari ha chiesto alla Camera dei deputati l'autorizzazione a procedere con gli arresti domiciliari di Fitto, nel frattempo diventato deputato. La Camera ha respinto l'autorizzazione all'arresto con 457 voti favorevoli su 462 presenti. Il 12 ottobre 2009 la Procura di Bari ha chiesto il rinvio a giudizio per Fitto, insieme a numerosi altri imputati, ritenuto colpevole di associazione per delinquere, peculato, concussione, corruzione, falso, abuso d'ufficio e finanziamento illecito ai partiti. L'11 dicembre 2009 il GUP ha rinviato a giudizio Fitto per abuso d'ufficio, due episodi di corruzione, finanziamento illecito ai partiti, peculato e un altro abuso e lo ha prosciolto per gli altri reati.
Il 12 febbraio 2013 Fitto è stato condannato in primo grado a quattro anni di reclusione e a cinque di interdizione dai pubblici uffici per i reati di corruzione, finanziamento illecito ai partiti e abuso d'ufficio, venendo assolto per gli altri capi d'imputazione. Il 29 settembre 2015 viene assolto in appello perché "il fatto non sussiste".
Nel 2017 la Corte di cassazione ha confermato l'assoluzione, riconoscendo tuttavia «il diritto della Regione Puglia al risarcimento del danno». A febbraio 2020 si è pertanto aperto il procedimento civile presso il Tribunale di Bari, che vede Fitto contrapposto alla Regione Puglia per un ammontare di 189.000 euro più gli interessi.

### Inchiesta sulla gestione delle RSA
Complessivamente, i procedimenti civili che vedono Fitto contrapposto alla Regione Puglia sono quattro, per un contenzioso di circa 21.000.000 di euro; tale cifra è in gran parte legata alla vicenda, che, peraltro, sul piano penale si è conclusa favorevolmente, con l'accoglimento da parte della Cassazione del ricorso di Fitto.
I giudici di legittimità hanno rinviato gli atti al giudice civile, a seguito dell'intervenuta prescrizione del reato.
Si trattava dell'affidamento a privati di 5 residenze sanitarie assistenziali (RSA) pubbliche per effetto di una delibera della giunta regionale del 2004 che evidenziava carenze di personale pubblico, in contrasto con le dichiarazioni raccolte dai dirigenti sanitari secondo i quali la gestione pubblica diretta sarebbe stata possibile senza difficoltà. Per tale vicenda la Corte di appello civile è stata chiamata a decidere sulla richiesta di risarcimento presentata dall'avvocatura della Regione Puglia, per un ammontare di 21 milioni di euro.
A luglio 2021 i giudici hanno emesso una sentenza di condanna al risarcimento di 454.000 euro da parte di Fitto alla Regione Puglia., con la quale, pur riconoscendo che non aveva provocato alcun danno patrimoniale, ha affermato la sussistenza del danno morale: la terza sezione della Corte di Cassazione, con sentenza dell'11 ottobre 2023, accogliendo in parte il ricorso dei difensori di Fitto, ha cassato tale sentenza con riferimento ai criteri di quantificazione del danno, e ha rinviato alla Corte d'Appello di Bari, in diversa composizione per un nuovo esame.
Con la stessa pronunzia, la Corte di Cassazione ha dichiarato inammissibile la richiesta di Fitto di ottenere una diversa valutazione del fatto costituente il falso attribuitogli, essendo precluso al Giudice di legittimità la sua rivalutazione, ritenendo inoltre la ipotetica risarcibilità del danno morale anche a favore di un ente pubblico, quale la Regione Puglia.
La Corte di Appello di Bari con due pronunce, rispettivamente ad aprile e giugno 2022, ha respinto le richieste risarcitorie proposte dalla Regione, sicché allo Stato sono ancora pendenti due giudizi.

### Inchiesta sul fallimento Cedis
Il 3 febbraio 2009 Fitto viene rinviato a giudizio con l'accusa di concorso in turbativa d'asta e di interesse privato del curatore fallimentare per aver venduto a prezzo di favore (7.000.000 di euro a fronte del valore stimato di 15.500.000 di euro) la società commerciale Cedis, all'epoca dei fatti in amministrazione straordinaria, a un contraente predeterminato (la società Sviluppo Alimentare, riconducibile all'imprenditore Brizio Montinari) durante la sua presidenza della Regione Puglia.
Prima dell'avvio del processo Fitto accusò i magistrati inquirenti di essere "un manipolo di legionari" e ne denunciò l'operato al Consiglio Superiore della Magistratura che, il 4 aprile 2009, archiviò la denuncia e aprì un nuovo fascicolo per ingerenze politiche sull'operato dei magistrati. Alla fine di marzo il Ministro della giustizia Angelino Alfano, compagno di partito di Fitto, aveva disposto un'ispezione ministeriale presso la Procura di Bari. L'ispezione aveva determinato un'indagine per abuso d'ufficio a carico dei due ministri, poi archiviata.
Il 6 luglio 2012 il PM ha chiesto il proscioglimento di Fitto per intervenuta prescrizione dei reati. Dopo la rinuncia dello stesso Fitto alla prescrizione, questi è stato assolto il 22 ottobre successivo "per non aver commesso il fatto".